# 张柱尊
张柱尊（？—1940年），又名张师石、张希达，别号君一，江苏江阴人，中华民国教育家、政治人物。

## 生平
毕业于上海吴淞水产学校（又名江苏省立水产学校；现为上海海洋大学），为第一届渔捞科毕业生，经陈嘉庚赞助，1917年赴日本留学。回国后曾担任江苏省立水产学校渔捞科主任。1921年4月，张柱尊在陈嘉庚创办的集美学校担任水产科教员，曾先后担任该校“集美一号”、“集美二号”渔轮船长。1927年10月，浙江省政府托马叙伦说服张柱尊应聘。直至1928年8月，张柱尊离开集美到浙江就职。但由于教学不严谨，蒋介石出巡顺便考察后，大为不满，拟将张柱尊撤调。1930年11月29日，国民政府文官处调查并称其勾结日本熊田头四郎密约，日本渔轮侵占中国渔场，将其免职。1938年，他与汪曼云、陈群接洽，出任汪精卫政权的水产管理局局长。1938年5月，汪精卫政权实业部在上海筹建“实业部水产产销管理局”，张柱尊兼代局长。6月1日正式成立，办公处设在上海慈淑大楼。此外他还担任杜月笙的法租界华人纳税会秘书，但因私下将杜月笙情报送给日本间谍，此事被李士群知道后向杜月笙转告。1940年，杜月笙托付戴笠，由军统武奎元执行暗杀。